# 草薙 (企業)
株式会社草薙（くさなぎ、英: KUSANAGI INC.）は、アニメーション美術画の創作を主な事業内容とする日本の企業。株式会社Cygamesの完全子会社。多くの作品の場合「草薙」に「くさなぎ」「KUSANAGI」等の社名の読みを併記してクレジットされる。

## 歴史
エイケンの美術スタッフだった中座洋次が、同じ美術スタッフの木原祐慈、須江信人、小倉一男らと4名で1990年10月1日に有限会社として設立。テレビアニメに参加する形態は自社制作の他、自社のスタッフが美術監督として美術設定デザインの制作を行い、実制作は複数の美術制作会社が行う場合もある。アニメーションの他、『ぼくのなつやすみシリーズ』などゲームソフトウェアの美術も多く手がける。代表作として『サザエさん』オープニング美術制作を1992年から担当していた。
2008年に有限会社から株式会社に改組。2008年度決算まではスクウェア・エニックスの関連会社であった。
2016年6月2日付でソーシャルゲーム大手のCygamesに全株式が譲渡され、同社の完全子会社となった。

## 参加作品

### テレビアニメ
- サザエさん（1992年 - ）
- ジェネレイターガウル（1998年）
- カウボーイビバップ（1998年）
- ゲートキーパーズ（2000年）
- 花右京メイド隊（2001年）
- ナジカ電撃作戦（2001年）
- おねがい☆ティーチャー（2002年）
- りぜるまいん（2002年）
- おねがい☆ツインズ（2003年）
- 鋼の錬金術師（2003年 - 2004年）
- フタコイ オルタナティブ（2005年）
- ノエイン もうひとりの君へ（2005年 - 2006年）
- しにがみのバラッド。（2006年）
- 獣王星（2006年）
- 錬金3級 まじかる?ぽか〜ん（2006年）
- ケモノヅメ（2006年）
- BLACK LAGOON The Second Barrage（2006年）
- くじびき♥アンバランス（2006年）
- つよきす Cool×Sweet（2006年）
- 天保異聞 妖奇士（2006年 - 2007年）
- 家庭教師ヒットマンREBORN!（2006年 - ）
- ゴーストハント（2006年 - 2007年）
- TOKYO TRIBE2（2006年 - 2007年）
- この青空に約束を― 〜ようこそつぐみ寮へ〜（2007年）
- CLAYMORE（2007年）
- ドージンワーク（2007年）
- こどものじかん（2007年）
- アイドルマスター XENOGLOSSIA（2007年）
- 機動戦士ガンダム00（2007年・2008年）
- 獣神演武 -HERO TALES-（2007年）
- こどものじかん（2007年）
- ドラゴノーツ -ザ・レゾナンス-（2007年 - 2008年）
- ゴルゴ13（2008年）
- 恋姫†無双（2008年）
- RD 潜脳調査室（2008年）
- ネットゴーストPIPOPA（2008年）
- 鉄腕バーディー DECODE（2008年）
- 薬師寺涼子の怪奇事件簿（2008年）
- 鋼の錬金術師 FULLMETAL ALCHEMIST（2009年 - 2010年）
- 蒼天航路（2009年）
- 宙のまにまに（2009年）
- おおかみかくし（2010年）
- 黒執事II（2010年）
- それでも町は廻っている（2010年）
- 俺の妹がこんなに可愛いわけがない（2010年・2013年）
- 学園黙示録 HIGHSCHOOL OF THE DEAD（2010年）
- C（2011年）
- ロウきゅーぶ!（2011年）
- うたの☆プリンスさまっ♪ マジLOVE1000%（2011年）
- NO.6（2011年）
- 真剣で私に恋しなさい!!（2011年）
- マケン姫っ!（2011年）
- 織田信奈の野望（2012年）
- Another（2012年）
- 戦姫絶唱シンフォギア（2012年）
- アクセル・ワールド（2012年）
- あの夏で待ってる（2012年）
- 幕末義人伝 浪漫（2013年）
- たまこまーけっと（2013年）
- のんのんびより（2013年）
- 絶対防衛レヴィアタン（2013年）
- ウィザード・バリスターズ 弁魔士セシル（2014年）
- 棺姫のチャイカ（2014年）
- ソウルイーターノット!（2014年）
- スペース☆ダンディ（2014年）
- 東京喰種トーキョーグール（2014年）
- テラフォーマーズ（2014年）
- 天体のメソッド（2014年）
- クロスアンジュ 天使と竜の輪舞（2014年 - 2015年）
- 七つの大罪（2014年 - 2015年）
- アイドルマスター シンデレラガールズ（2015年）
- 魔法少女リリカルなのはViVid（2015年）
- SHOW BY ROCK!!（2015年）
- がっこうぐらし!（2015年）
- モンスター娘のいる日常（2015年）
- 機動戦士ガンダム 鉄血のオルフェンズ（2015年 - 2017年）
- ランス・アンド・マスクス（2015年）
- ベルセルク（2016年 - 2017年）
- このはな綺譚（2017年）
- ハクメイとミコチ（2018年）
- 異世界魔王と召喚少女の奴隷魔術（2018年）
- ウマ娘 プリティーダービー（2018年・2021年・2023年）
- あそびあそばせ（2018年）
- あかねさす少女（2018年）
- ゾンビランドサガ（2018年・2021年）
- BanG Dream! 2nd Season（2019年）
- 地縛少年花子くん（2020年）
- ひぐらしのなく頃に業（2020年 - 2021年）
- D4DJ First Mix（2020年）
- 進撃の巨人 The Final Season（2020年 - 2023年）
- IDOLY PRIDE（2021年）
- スーパーカブ（2021年）
- ひぐらしのなく頃に卒（2021年）
- プラチナエンド（2021年 - 2022年）
- サマータイムレンダ（2022年）
- リコリス・リコイル（2022年）
- Engage Kiss（2022年）[4]
- 恋愛フロップス（2022年）[5]
- マッシュル（2023年）
- ワールドダイスター（2023年）
- BEYBLADE X（2023年 - ）
- 放課後少年花子くん（2023年）
- 異修羅（2024年）[6]
- 勇気爆発バーンブレイバーン（2024年）
- 負けヒロインが多すぎる!（2024年）[7]
- ガチアクタ （2025年）

### 劇場アニメ
- 劇場版 鋼の錬金術師 シャンバラを征く者（2005年）
- 劇場版 NARUTO -ナルト- 大興奮!みかづき島のアニマル騒動だってばよ（2006年）
- 空の境界（2008年）
- 名探偵コナン 戦慄の楽譜（2008年）
- ジュノー（2010年）
- 名探偵コナン 沈黙の15分（2011年）
- ONE PIECE FILM Z（2012年）
- 009 RE:CYBORG（2012年）
- 名探偵コナン 絶海の探偵（2013年）
- ドラゴンボールZ 神と神（2013年）
- 映画大好きポンポさん（2021年）
- THE FIRST SLAM DUNK（2022年）[8]
- アイゼンフリューゲル（時期未発表）[9]

### OVA
- 甲竜伝説ヴィルガスト（1993年）
- Compiler（1994年 - 1996年）
- 青空少女隊（1994年 - 1996年）
- ガンスミスキャッツ（1995年 - 1996年）
- 神秘の世界エルハザード（1995年 - 1996年）
- ファイアーエムブレム 紋章の謎（1996年）
- AIKa（1997年 - 1999年）
- メルティランサー The Animation（1998年）
- 太陽の船 ソルビアンカ（1999年）
- 超神姫ダンガイザー3（1999年）
- 炎のらびりんす（2000年）
- KIRARA（2000年）
- R.O.D -READ OR DIE-（2001年 - 2002年）
- アミテージ・ザ・サード DUAL-MATRIX（2002年）
- 高校鉄拳伝タフ（2002年）
- こみっくパーティーRevolution（2003年）
- ねとらん者 THE MOVIE（2004年）
- HELLSING（2006年）
- ToHeart2（2007年）
- テイルズ オブ シンフォニア THE ANIMATION（2007年）
- KITE LIBERATOR（2008年）
- 水平線まで何マイル?（2008年）
- Dante's Inferno: An Animated Epic（2010年）
- チェインクロニクル（2014年）

### Webアニメ
- BASTARD!! -暗黒の破壊神-（2022年 - 2023年）

### ゲーム
- ファイナルファンタジーシリーズ
  - ファイナルファンタジーVII（1997年）
  - ファイナルファンタジーVIII（1998年）
  - ファイナルファンタジーIX（2000年）
  - ファイナルファンタジーX（2001年）
  - ファイナルファンタジーXII（2006年）
- FRONT MISSION 2（1997年）
- FRONT MISSION3（1999年）
- FRONT MISSION ONLINE（2005年）
- ゼノギアス（1998年）
- バウンサー（2000年）
- ぼくのなつやすみシリーズ
  - ぼくのなつやすみ（2000年）
  - ぼくのなつやすみ2 海の冒険篇（2002年）
  - ぼくのなつやすみ3 -北国編- 小さなボクの大草原（2007年）
  - ぼくのなつやすみ4 瀬戸内少年探偵団「ボクと秘密の地図」（2009年）
- みんなのGOLFシリーズ
  - みんなのGOLF3（2001年）
  - みんなのGOLF4（2003年）
- みずのかけら（2002年）
- てんしのかけら（2003年）
- ドラッグオンドラグーン（2003年）
- みずのかけら once summer of islet ORIGIN（2004年）
- 真・女神転生シリーズ
  - DIGITAL DEVIL SAGA アバタール・チューナー（2004年）
  - デビルサマナー 葛葉ライドウ 対 超力兵団（2006年）
- サクラ大戦V 〜さらば愛しき人よ〜（2005年）
- シャイニング・フォース イクサ（2007年）
- 大乱闘スマッシュブラザーズX（2008年）
- タイムホロウ 奪われた過去を求めて（2008年）
- チョコボの不思議なダンジョン 時忘れの迷宮（2008年）
- 水平線まで何マイル?（2008年）
- ワリオランドシェイク（2008年） - 背景グラフィック担当
- プリンセスコネクト!Re:Dive（2008年-）
- ドラゴンクエストX 目覚めし五つの種族 オンライン（2012年）

## 関連人物
- 須江信人（創業者・代表取締役社長）
- 渡邊耕一（取締役）
- 海野有希（取締役）
- 竹中信広（取締役）
- 小倉一男（創業者・執行役員・美術統括）
- 井上一宏（執行役員・美術統括）
- 平田浩章（執行役員・制作統括）
- 中座洋次（創業者）
- 木原祐慈（創業者）